# Hrastov turek
Hrastov turek (znanstveno ime Leccinum quercinum) je gliva iz rodu turkov (Leccinum). Večina avtorjev jo ima za identično trepetlikovemu turku (Leccinum aurantiacum) oziroma njegovi različici, ki je mikorizno vezana na hrast, a so molekularne filogenetske raziskave pokazale, da gre dejansko za dve različni vrsti.

## Značilnosti
Ta vrsta turkov zraste v višino tudi do 20 cm in ima povprečno klobuk premera od 8 do 15 cm, lahko pa celo do 25 cm. Barva klobuka variira od opečnato rdeče do rjasto ali oranžno rjave. Mlade gobe imajo polkrožen klobuk s podvihanim robom, kasneje pa se klobuk zravna in postane blazinast.
Trosovnica hrastovega turka je sestavljena pa je iz tankih cevčic sprva belkaste barve, ki s starostjo pa postajajo vse bolj sivo rjave. Cevke so zaokroženo priraščene na valjast, poln in trd bet, ki je povprečno visok od 8-15 cm in ima v premeru od 2-3 cm. V dnišču je bet pogosto zelenkasto lisast, cel pa je poraščen z rdečkastimi luskicami, ki sčasoma porjavijo. 
Meso je belkasto in čvrsto. Na prerezu najprej pordeči, nato pa postane vijoličasto sivo in je prijetnega vonja in okusa.

## Razširjenost in življenjski prostor
Hrastov turek raste skupinsko ali posamično pod hrasti, pojavi pa se precej pozno v jeseni in je pogosta goba naših gozdov.

## Mikroskopske značilnosti
Trosni odtis je rjave barve. Trosi so vretenasti in merijo 12–16 x 4–5 μm.

## Podobne vrste
- trepetlikov turek (Leccinum aurantiacum) raste pod trepetlikami

## Uporabnost
Užiten. Je odlična, čvrsta in zelo okusna goba, ki je vsestransko uporabna. Stari primerki postanejo mehki. 